# Tänk att ha hela livet framför sej
Tänk att ha hela livet framför sej är en roman av Olle Hedberg, utgiven 1974. Romanen är den sista författaren skrev, och den utkom postumt.

## Handling
Anna-Greta är en ung kvinna som just bevistat sin fasters begravning. Hon har en tolv timmar lång tågresa hem framför sig i ett nattsnälltåg och i hennes ensamhet far tankarna mellan den nyss bevistade begravningen och hennes far, som hon upplever är en maktlysten och elak hustyrann, men som hon anser sig kunna hantera. Vid en station stiger en ung man, Tobias, på och får platsen intill Anna-Greta. Någon ljuv musik uppstår inte, men väl ett långt, förtroligt och djuplodande samtal om bland annat livet och döden. Det visar sig att Tobias är på väg till sin mors begravning och han vet inget om hur det går till på en sådan, men Anna-Greta kan förklara. De diskuterar vidare om människors beteende och Tobias visar stark avsky för vissa människors dåliga uppträdande. Anna-Greta tycker Tobias är vrickad. Då det är dags för Tobias att stiga av, upptäcker Anna-Greta att han glömt kvar en tvål som doftar starkt av nejlika. Hon beslutar sig för att behålla tvålen som ett minne.
Olle Hedberg berör temat livet och döden flera gånger i romanen. "Rätten till dödshjälp har vi ännu inte fått (---) Det kommer dröja i åtminstone tjugo år innan en sjuk människa får rätten att beställa en cyankaliumkapsel, som en naturlig sak kan säga: 'Nu är jag trött på det här'.", skriver han.